# 프로스트와이어
프로스트와이어(FrostWire)는 라임와이어의 포크로 2004년 9월에 처음 출시된 자유-오픈 소스 비트토렌트 클라이언트이다. 처음에는 모양과 기능이 라임와이어와 매우 유사했지만 시간이 지남에 따라 개발자는 비트토렌트 프로토콜 지원을 포함하여 더 많은 기능을 추가했다. 버전 5에서는 그누텔라 네트워크에 대한 지원이 완전히 중단되었으며 프로스트와이어는 비트토렌트 전용 클라이언트가 되었다.

## 역사
비트토렌트 클라이언트(구 그누텔라 클라이언트)인 프로스트와이어는 GPL-3.0 이상 라이선스에 따라 라이선스가 부여된 공동 오픈 소스 프로젝트이다. 2005년 말, 라임와이어 오픈 소스 커뮤니티의 관련 개발자들은 라임와이어 클라이언트의 개발 소스 코드를 보호할 새로운 프로젝트 포크 "프로스트와이어"의 시작을 발표했다. 프로스트와이어는 Azureus 비트토렌트 엔진인 Vuze의 라임와이어 비트토렌트 코어를 대체하고 궁극적으로 라임와이어의 그누텔라 코어를 제거하여 2014년 8월부터 프로스트와이어의 jLibtorrent 자바 래퍼 라이브러리를 통해 libtorrent 라이브러리로 구동되는 100% 비트토렌트 클라이언트로 발전했다.